# Anodontia
A fogászatban a fogak veleszületett hiányát anodontiának nevezzük. Ezt az igen ritka kórképet egy genetikai rendellenesség okozza, és az ectodermalis dysplasiák közé soroljuk. Sokszor egyéb rendellenességgel társul, mint például Down-kór, nyúlajak, teljes hasadék. Az érintett fogcsírák ilyenkor teljesen hiányoznak. Két formáját különböztetjük meg:
- anodontia vera: a fogak teljes hiánya
- hypodontia:  a fogak részleges hiánya (anodontia partialis, oligodontia)

## Anodontia vera
A fogazat teljes hiánya egy nagyon ritka fejlődési rendellenesség, mely érintheti mind a tejfogakat, mind a maradó fogakat.

## Hypodontia
A részleges veleszületett foghiány gyakoribb mint a teljes, maradófogaknál gyakrabban előfordul és leginkább a bölcsességfogak érintettek. Hypodontiánál egy vagy több fog érintett, míg oligodontiánál teljes fogcsoportok hiányozhatnak. A Bolk-féle terminális redukció elve alapján a maradó fogazatban eltűnnek az egyes fogcsoportok utolsó tagjai. Így a leggyakrabban hiányzó fogak a kismetszők, a második kisőrlők és a bölcsességfogak. Kivétel az alsó fogsoron a középső metsző, mely gyakrabban hiányzik, mint az alsó kismetsző.

## Következmények
A fogak bizonyos fokig stimulálják az állcsontok növekedését, ezért részleges vagy teljes anodontiánál előfordulhat az állkapcsok növekedési rendellenessége is (micrognathia). A szájüregben lévő lágyszövetekre is negatív hatást fejt ki. Később kialakulhatnak funkcionális és pszichoszociális következmények, például beszédproblémák (frontfogak hiányánál, főleg a dentolabialis hangok képzésekor), étkezési problémák és egyéb szekunder jelenségek.